# Čakovci
Čakovci – wieś w Chorwacji, w żupanii vukowarsko-srijemskiej, w gminie Tompojevci. W 2011 roku liczyła 367 mieszkańców.